# بيتي تايلور (مؤدية)
بيتي تايلور (بالإنجليزية: Betty Taylor)‏ هي مؤدية أمريكية، ولدت في 7 أكتوبر 1919 في سياتل في الولايات المتحدة، وتوفيت في 4 يونيو 2011 في كوبيفيل في الولايات المتحدة.

## وصلات خارجية
- بيتي تايلور على موقع IMDb (الإنجليزية)
- بيتي تايلور على موقع ميوزك برينز (الإنجليزية)
- بيتي تايلور على موقع ديسكوغز (الإنجليزية)